# Jan Just Bos
Jan Just Bos, né le 28 juillet 1939 à Balikpapan et mort le 24 mars 2003 à Oosterbeek, est un rameur néerlandais. Il participe aux Jeux olympiques d'été de 1964 et  remporte la médaille de bronze en participant à l'épreuve du deux barré avec ses coéquipiers Herman Rouwé et Frederik Hartsuiker.

## Palmarès

### Jeux olympiques
- Jeux olympiques de 1964 à Tokyo,  Japon
  -  Médaille de bronze (deux barré).